# Torres de Santa Cruz
Torres de Santa Cruz – bliźniacze wieżowce w Santa Cruz de Tenerife na Wyspach Kanaryjskich. Zaprojektowane przez architekta Juliána Valladaresa, do 2010 roku były to najwyższe budynki mieszkalne w Hiszpanii. 
Kompleks składa się z dwóch bliźniaczych wież o powierzchni 41 753 m², z czego 9613 m² znajduje się pod ziemią.